# Ле-От-д’Анжу
Ле-От-д’Анжу (фр. Les Hauts-d'Anjou) — новая коммуна на западе Франции, регион Пеи-де-ла-Луар, департамент Мен и Луара, округ Анже, кантон Тьерсе. Расположена в 26 км к северу от Анже, в 20 км от автомагистрали А11. Через территорию коммуны протекает река Сарта.
Население (2020) — 8 743 человека.

## История
Коммуна образована 1 января 2017 года путем слияния коммун:
- Бриссарт
- Керре
- Континье
- Маринье
- Сердр
- Шампинье
- Шерре

1 января 2019 года к новой коммуне присоединилась коммуна Шатонёф-сюр-Сарт, которая стала новым центром коммуны. От нее к новой коммуне перешли почтовый индекс и код INSEE. На картах в качестве координат Ле-От-д’Анжу указываются координаты Шатонёф-сюр-Сарт.

## Достопримечательности
- Церковь Нотр-Дам XII века в стиле анжуйской готики в Шатонёфе
- Памятник Роберту Сильному, погибшему в 866 году в битве при Бриссарте
- Шато Бриотьер с парком XVIII века
- Усадьба Амоньер XV века
- Церковь Нотр-Дам в Континье
- Церковь Святого Мартина XVIII-XIX веков в Керре

## Экономика
Структура занятости населения:
- сельское хозяйство — 11,3 %
- промышленность — 16,0 %
- строительство — 14,1 %
- торговля, транспорт и сфера услуг — 29,2 %
- государственные и муниципальные службы — 29,3 %

Уровень безработицы (2019) — 10,7 % (Франция в целом — 12,9 %, департамент Мен и Луара— 11,9 %). 

Среднегодовой доход на 1 человека, евро (2020) — 20 570 (Франция в целом — 22 400, департамент Мен и Луара — 21 790).

## Администрация
Пост мэра Ле-От-д’Анжу с 2017 года занимает Марилин Лезе (Maryline Lézé). На муниципальных выборах 2020 года возглавляемый ею независимый список победил в 1-м туре, получив 58,93 % голосов.
| Период | Период | Фамилия      | Партия        | Примечания |
| ------ | ------ | ------------ | ------------- | ---------- |
| 2017   |        | Марилин Лезе | Разные правые |            |

## Галерея

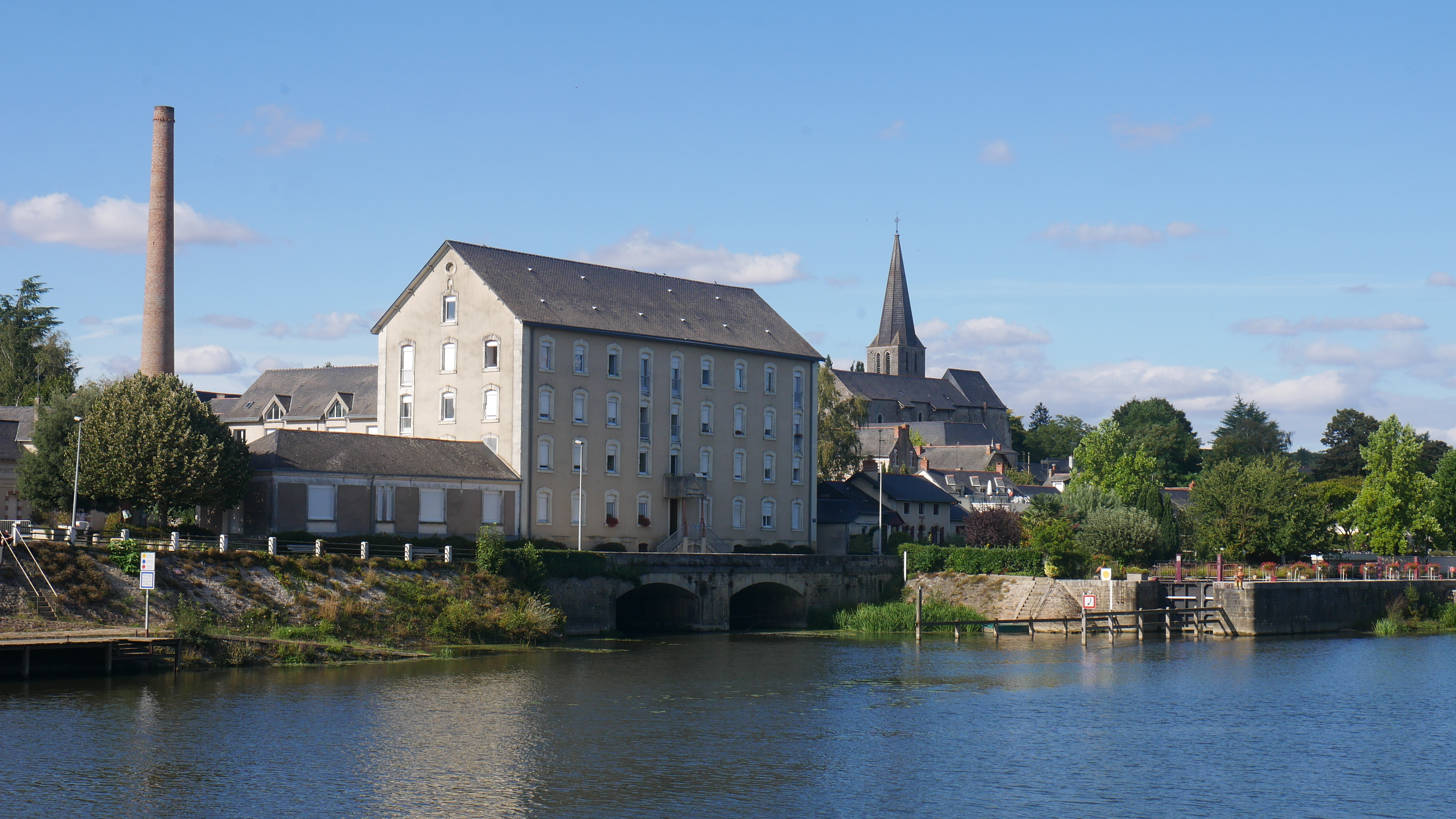
Вид на Шатонёф с реки Сарта
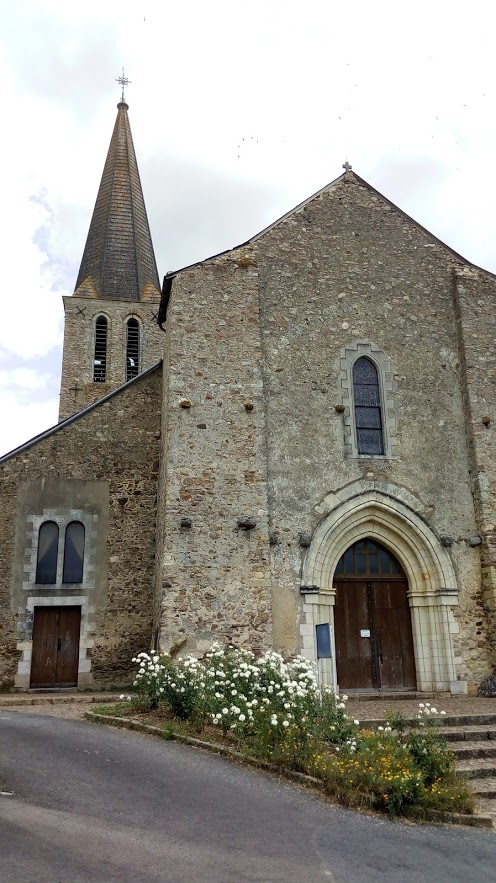
Церковь Нотр-Дам в Шатонёфе
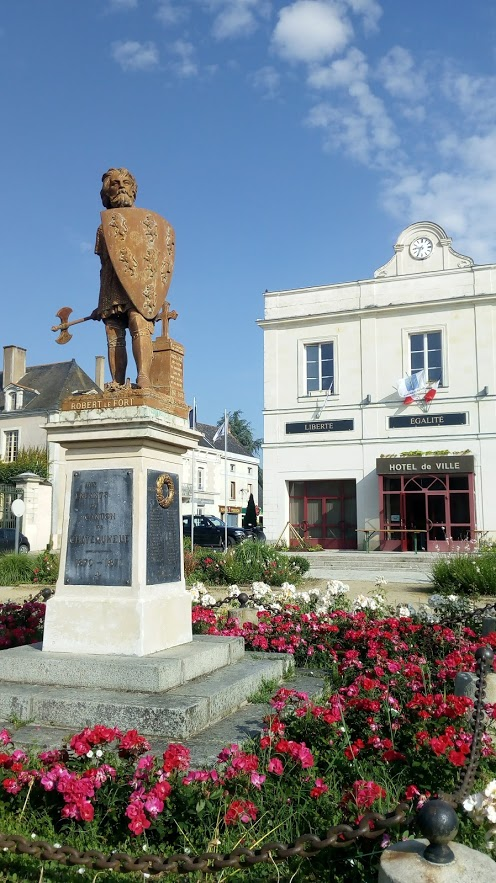
Памятник Роберту Сильному
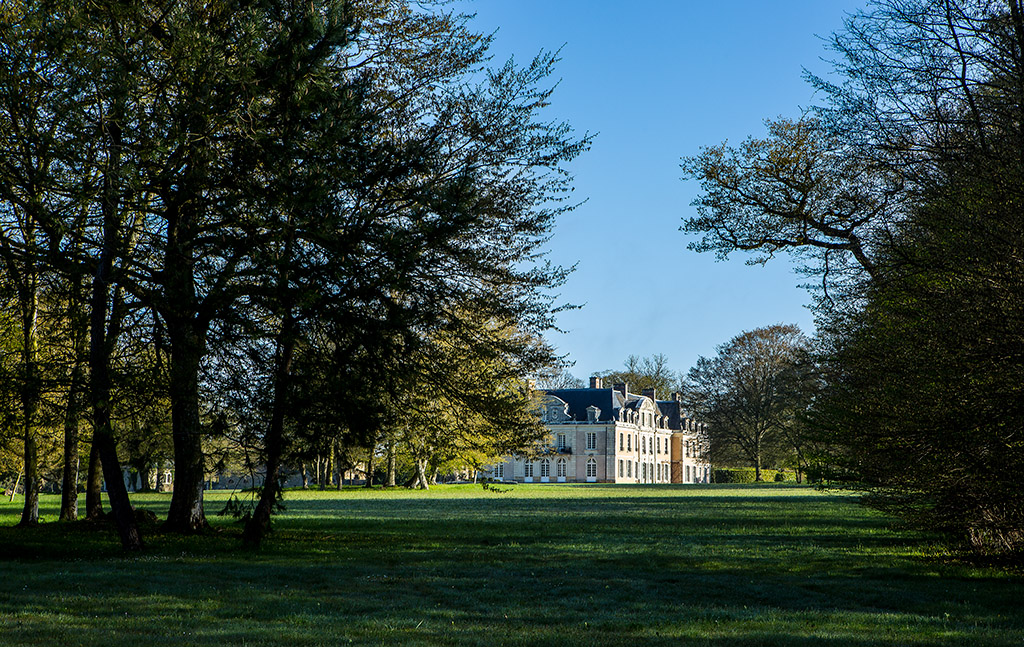
Шато Бритотьер
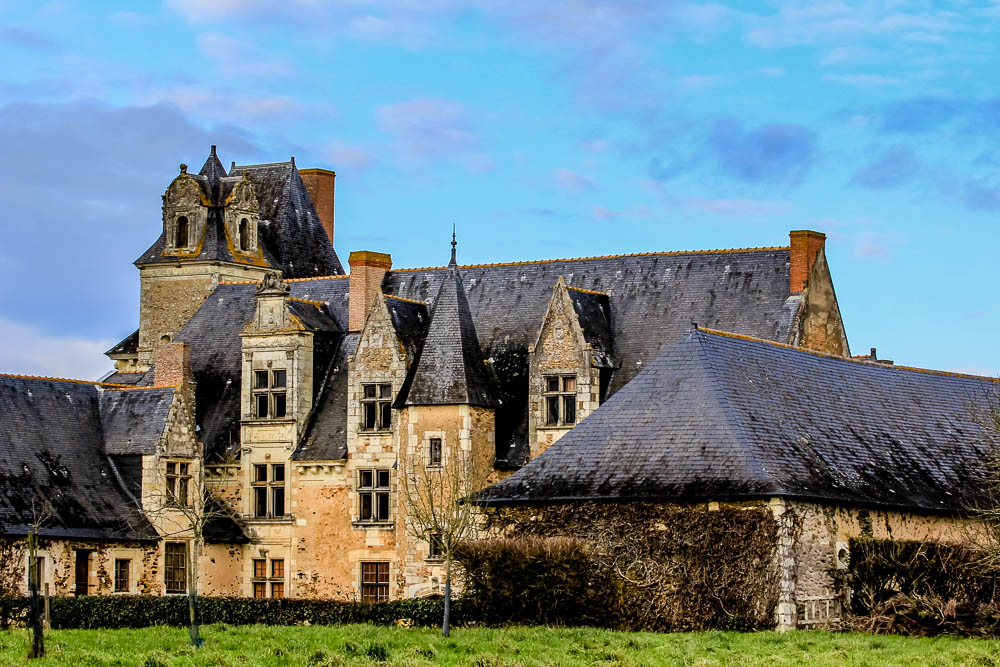
Усадьба Амоньер
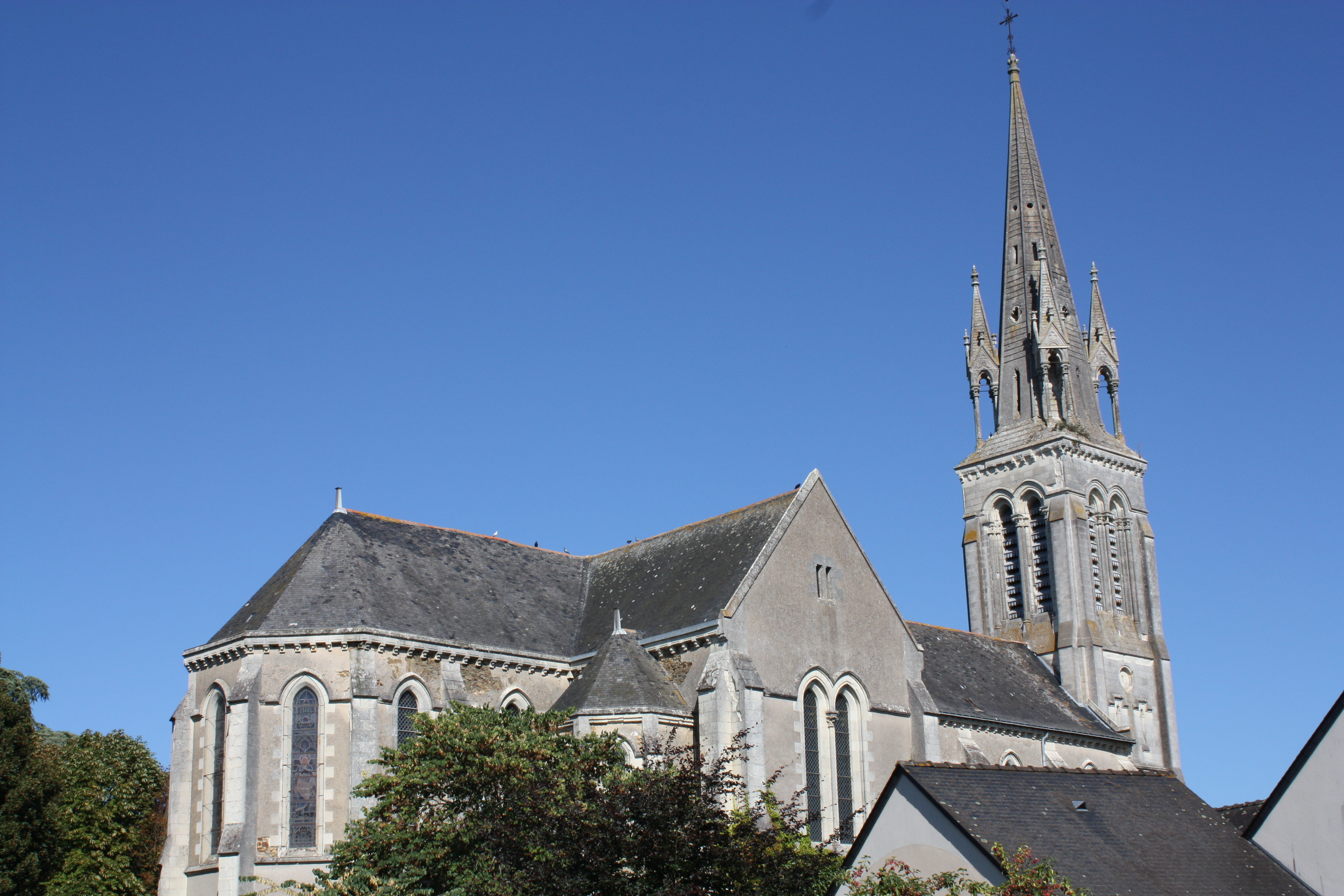
Церковь Нотр-Дам в Континье
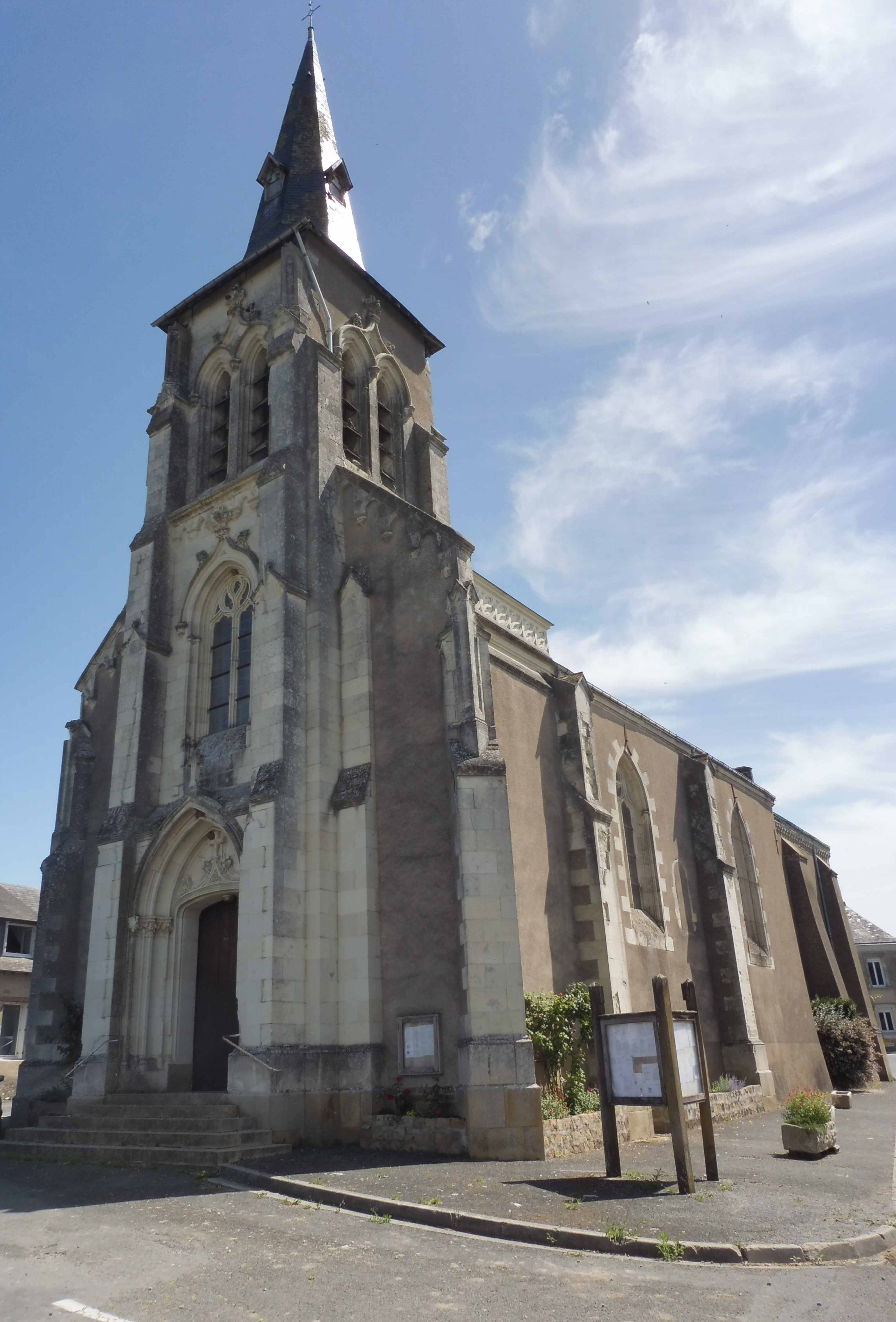
Церковь Святого Мартина в Керре